# Klaus-Peter Kappest
Klaus-Peter Kappest (* 1969 in Kredenbach) ist ein deutscher Autor und Fotograf, der zahlreiche Reiseführer und Ratgeber für Individualreisende geschrieben hat. Bekannt sind vor allem seine Reiseführer über Skandinavien und das Sauerland.

## Leben
Klaus-Peter Kappest wurde 1969 in Kredenbach geboren und wuchs in Berchtesgaden (Oberbayern) und Hilchenbach (Nordrhein-Westfalen) auf. Er studierte in Würzburg und Siegen Germanistik, Allgemeine Literaturwissenschaft und Informatik. Seit 1998 arbeitet er als freier Fotograf und Autor. Den Schwerpunkt seiner Arbeit bildet die Tourismus- und Industriefotografie. Seit der ersten Ausgabe ist er als freier Fotograf und Textautor für das im WOLL Verlag erscheinende Regionalmagazin tätig. Daneben bietet er Fotoworkshops und -wanderungen an.

## Publikationen (Auswahl)

### Reiseführer
- 2003: Kappest, Klaus-Peter: Norwegen per Hurtigrute : ein Verkehrsmittel für Individualisten . 1. Auflage, Steinfurt, Rasch und Röhring, ISBN 978-3-934427-27-3
- 2007: Kappest, Klaus-Peter: Finnland : zwischen Mittsommer- und Polarnacht. 1. Auflage, Burgwedel-Fuhrberg, timedia-Verl., ISBN 978-3-925539-45-9
- 2009: Kappest, Klaus-Peter: Schweden : Land zwischen Idylle und Wildnis . 1. Auflage, Steinfurt, Tecklenborg, ISBN 978-3-939172-49-9
- 2014: Kappest, Klaus-Peter: Rothaarsteig : Der Weg der Sinne. 1. Auflage, Steinfurt, Tecklenborg, ISBN 978-3-944327-20-4
- 2018: Kappest, Klaus-Peter: Lappland : Unterwegs in Weite und Licht. 1. Auflage, Steinfurt, Tecklenborg, ISBN 978-3-944327-59-4